# طرب عبدالهادی
طرب عبدالهادی (عربی: طَرب سَليم عبد الهادي؛ زاده: ۱۹۱۰ – درگذشته: ۱۹۷۶) در جنین متولد شد و در قاهره درگذشت؛ وی یک فعال فمینیست و مسلمان فلسطینی است، پیشگام پیشرو در جنبش فمینیستی فلسطین در دوران مدرن و عضو فعال لیگ زنان عرب، انجمن زنان عرب و کنگره زنان عرب فلسطینی، با اولین سازمان زنان در فلسطین تحت مجوز بریتانیا، وارد همکاری شد.

## زندگی‌نامه
طرب در سال ۱۹۱۰ در جنین متولد شد. پدرش سلیم احمد عبدالهادی یکی از رهبران حزب اداره تقسیم‌بندی اداری فلسطین بود.
طرب تحصیلات خود را در نابلس به پایان رساند و قبل از دیپلم او با پسر عموی عون عبدالهادی، که به دنبال اقدامات سیاسی ملی در یک دوره دشوار برای زنان بود؛ ازدواج کرد.

## فعالیت سیاسی
طرب همسر فعال سیاسی و رئیس حزب استقلال، عونی عبدالهادی بود. او با گروهی از زنان در بیت‌المقدس دیدار داشت تا اتحادیه عرب زنان فلسطین را به مخالفت با حضور اسرائیل در فلسطین و حمایت از مبارزه فلسطینی برای استقلال کمک کند.
وی اولین نشست فدراسیون فلسطین زنان عرب در ۲۶ اکتبر ۱۹۲۹ «خانه نشاط» واقع در شهرستان بیت‌المقدس برگزار کرد.
این جلسه منجر به ورود زنان فلسطینی به عرصه سیاسی برای اولین بار شد پس از این نشست، یکی فدراسیون عضو کمیته اجرایی شکل گرفت؛ تعداد اعضای کمیته ۱۴ زن از خانواده‌های برجسته بیت‌المقدس مانند خانواده حسینی، والنشاشیبی و دیگران بودند.
طرب نخستین تظاهرات زن را در اعتراض به آنچه که در کشورهای عربی در جریان اعمال سوء استفاده و حمایت از مهاجرت یهودی انجام شد، رهبری کرد و همین رهبری درجریان تظاهرات ملی را در سال‌های ۱۹۳۳ و ۱۹۳۶ تکرار کرد. طرب؛ مرکزیت رهبری در بسیاری از موسسات زنان بوده و یک سخنگوی کنفرانس زنان عرب بود و به عنوان رابط میان زنان مصر و زنان در سایر کشورهای عربی کار می‌کرد.